# 류후조
류후조(柳厚祚, 1799년 ~ 1876년)는 조선 말기의 문신이며, 류성룡의 8대손으로 류심춘의 아들이며 본관은 풍산(豊山)이다. 자는 재가(載可), 호는 매산(梅山)·낙파(洛坡)·영매(嶺梅), 시호는 문헌(文憲)이다.

## 생애
조선 중기 중흥의 명재상으로 일컬어지는 서애 류성룡의 8대손이자 수암 류진의 7대손이며 류심춘의 아들이다. 경상북도 상주 중동면 우천리 출신이다. 그의 7대조인 수암 류진이 고향 안동에서 상주로 이거하여 대대로 거주하였다.
철종 때 정시문과에 급제하여 대도호부사로 관직에 진출, 사간원대사간을 거쳐 고종 때 이조참판이 되고 사헌부대사헌, 공조판서로 승진, 제조를 겸하고 홍문관제학, 1866년 1월에 공조판서를 거쳐 우의정이 되었다.
동년 3월, 진하 사은 겸 주청사(進賀謝恩兼奏請使)로 서당보, 홍순학 등과 함께 청나라에 다녀왔다.11월에는 당백전 주조에 찬성하였고 이듬해 1월에 열린 차대(次對)에서 조선 고종 임금에게 절검(節儉) 두 글자를 정치의 근본으로 삼으라고 주청하였다.
병인양요가 일어나자 아들 류주목에게 지방에서 의병을 일으키도록 명하였다.
고종 4년인 1867년 5월, 좌의정에 임명되었다. 후에 판중추부사로 전임하였으며, 1872년에 치사한 후에 봉조하가 되었다.
시호는 문헌(文憲)이다.
묘소는 경북 김천시 개령면  동부리70번지 관학산에 있다